# Supercopa Interamericana
La Supercopa Interamericana, conosciuta anche come Copa de las Américas, fu una competizione disputatasi esclusivamente nel 1988 tra i vincitori della Supercoppa Sudamericana 1988, gli argentini del Racing Club de Avellaneda, ed i vincitori della Copa Camel 1988, i costaricani dell'Herediano.

## Avvenimenti
La gara si tenne a Los Angeles al Los Angeles Memorial Coliseum il 17 settembre 1988 e vide l'affermazione del Racing Club de Avellaneda dopo i tempi supplementari.
Ai vincitori andò un premio in denaro di 50.000$.
Il Racing cercò negli anni successivi al torneo, di cui si disputò solo quell'edizione, di farne ottenere il riconoscimento ufficiale dal CONMEBOL, la confederazione calcistica sudamericana, che mai lo concesse.

## Tabellino
| Arbitro: | Romualdo Arpi Filho |

|                                       |           |  |
| Medina Bello 92’ Paz 103’ Decoud 115’ | Marcatori |  |

| Racing Club | Manica sinistra · Manica sinistra · Maglietta · Maglietta · Manica destra · Manica destra · Pantaloncini · Calzettoni |

| Racing Club   |  |                     |  |          |
|               |  |                     |  |          |
| P             |  | Ubaldo Fillol       |  | 71’      |
| D             |  | Gustavo Costas      |  |          |
| D             |  | Carlos Olarán       |  |          |
| D             |  | Carlos Vázquez      |  |          |
| D             |  | Julio Olarticoechea |  | Uscita   |
| D             |  | Cosme Zaccanti      |  | Uscita   |
| C             |  | Jorge Acuña         |  |          |
| C             |  | Mario Videla        |  |          |
| A             |  | Walter Fernández    |  |          |
| A             |  | Ramón Medina Bello  |  |          |
| A             |  | Rubén Paz           |  |          |
| Sostituzioni: |  |                     |  |          |
| P             |  | Julio César Balerio |  | 71’      |
| C             |  | Fabio Costas        |  | Ingresso |
| A             |  | Darío Decoud        |  | Ingresso |
| Allenatore:   |  |                     |  |          |
| Alfio Basile  |  |                     |  |          |

| Herediano      |  |                      |  |          |
|                |  |                      |  |          |
| P              |  | Alexis Rojas         |  |          |
| D              |  | Saborío              |  |          |
| D              |  | Rónald Marín         |  |          |
| D              |  | Chévez               |  |          |
| D              |  | Edwards              |  |          |
| C              |  | Germán Chavarría     |  | Uscita   |
| C              |  | Daniel Casas         |  |          |
| A              |  | Barquero             |  | Uscita   |
| C              |  | Roberto Carmona      |  | Uscita   |
| C              |  | César Eduardo Méndez |  | Uscita   |
| A              |  | Carlos Camacho       |  |          |
| Sostituzioni:  |  |                      |  |          |
| D              |  | Freddy Mungúio       |  | Ingresso |
| A              |  | Claudio Jara         |  | Ingresso |
| A              |  | Silvianny Rodríguez  |  | Ingresso |
| A              |  | Wanchope             |  | Ingresso |
| Allenatore:    |  |                      |  |          |
| Antonio Moyano |  |                      |  |          |